# Holovciîți, Mlîniv
Holovciîți (în ucraineană Головчиці) este un sat în comuna Horupan din raionul Mlîniv, regiunea Rivne, Ucraina.

## Demografie
Componența lingvistică a localității Holovciîți
     Ucraineană (98,28%)
     Alte limbi (1,72%)
Conform recensământului din 2001, majoritatea populației localității Holovciîți era vorbitoare de ucraineană (98,28%), existând în minoritate și vorbitori de alte limbi.